# Децим Юний Новий Приск
Децим Юний Новий Приск (на латински: Decimus Iunius Novius Priscus) e политик на Римската империя през 1 век.
Баща му е приятел със Сенека. През 78 г. Приск е редовен консул заедно с Луций Ционий Комод.